# Leiobunum annulipes
Leiobunum annulipes is een hooiwagen uit de familie Sclerosomatidae.